# La Trinité (Alpes-Maritimes)
Pour les articles homonymes, voir La Trinité.
La Trinité est une commune française située dans le département des Alpes-Maritimes en région Provence-Alpes-Côte d'Azur. Ses habitants sont appelés les Trinitaires.
Elle fut également appelée La Trinité-Victor en l'honneur de Victor-Emmanuel Ier. (Albertville doit aussi son nom à la maison de Savoie.) Sous domination du royaume de Piémont-Sardaigne jusqu'en 1860, le nom officiel en italien était Trinità Vittorio.
C'est une petite commune issue d'un démembrement d'Èze, bordée par les communes de Nice, Drap, Cantaron, La Turbie et Èze.
Historiquement, elle est un lieu de passage de plusieurs voies d'importance dont celle romaine de Via Julia Augusta ou encore le Train des Merveilles.
Elle a pour particularité d'avoir l'essentiel de son urbanisation concentrée à l'Ouest dans la plaine, d'être composée à plus de 80 % d'espaces naturels et d'avoir des massifs offrant des panoramas variés.
Elle est réputée pour son patrimoine religieux architectural et scientifique pour partager avec la commune de Nice l'Observatoire de la Côte d'Azur sur le site du mont Gros et ainsi que pour son agriculture notamment par la production d'Olives de Nice qui sont labellisées appellation d'origine contrôlée (AOC).

## Toponymie
Le nom de la Trinité provient du sanctuaire de la Trinité. A plusieurs moments de son histoire elle s'appela « Trinité-Victor » en l'honneur de Victor-Emmanuel Ier. (Albertville doit aussi son nom à la maison de Savoie.) Pendant la domination du royaume de Piémont-Sardaigne jusqu'en 1860, le nom officiel en italien était Trinità Vittorio.
La langue locale est l'occitan provençal parlé dans sa variante qu'est le niçois. Les deux graphies dominantes de la langue d'oc sont la norme mistralienne et la norme classique et le nom de la commune s'écrit respectivement La Ternita-Vitour et La Ternitat Victor pour une même prononciation.

## Histoire
Ancien hameau de la commune d'Èze dont il fut détaché en 1818, appelée d'abord La Trinité-Victor en l'honneur de Victor-Emmanuel Ier, roi de Sardaigne, avant de devenir simplement La Trinité en 1951. La commune concentra le développement de son urbanisation dans la plaine bordant le Paillon de Nice localisée à l'Ouest de la commune avec des activités agricoles.
La Trinité possède une église de style néo-classique (qui serait une copie de l'église Gran Madre di Dio de Turin), d'une fontaine datée de 1654, de placettes tranquilles, de quelques façades colorées repeintes de couleurs pimpantes… et même des ruines d'un château médiéval. Il faut emprunter le vieux chemin de Laghet pour découvrir les restes d'une tour de garde et d'un pont-levis, tous deux datant du XIe siècle Enfin, une borne milliaire témoigne encore du passage de l'antique via Julia Augusta.
Le sanctuaire Notre-Dame de Laghet, qu'on atteint par une petite route qui serpente dans les oliviers, est un monastère qui fut construit au XVIIe siècle, à la suite de l'apparition de miracles en ce lieu. Une réputation « miraculeuse » qui ne fit que croître, jusqu'à devenir aujourd'hui le principal centre de pèlerinage de Provence orientale et d'Italie du nord.
Aujourd'hui, La Trinité est une commune de la banlieue niçoise, avec un habitat mêlant le traditionnel et le moderne. Autrefois lieu de passage, elle se caractérise aujourd'hui par un mouvement pendulaire important avec 77 % des actifs ne travaillant pas sur la commune d'après l'INSEE.

## Géographie

### Communes limitrophes
Les communes limitrophes sont Cantaron, Drap, Èze, Nice, Peille, Peillon et La Turbie.
| Cantaron | Drap       | Peillon, Peille |
| Nice     | La Trinité | La Turbie       |
| Nice     | Èze        | La Turbie       |

### Géologie et relief
La Trinité se trouve dans la vallée des Paillons.
La commune est membre du parc de la Grande Corniche situé sur le territoire des communes de La Trinité, Villefranche-sur-Mer, Èze et La Turbie
Les massifs longeant le Sud de la commune offrent un large panorama sur le Vallon du Laghet, la plaine du Paillon, les Alpes ainsi que la mer et le village ancien d'Èze.

### Hydrographie et les eaux souterraines
Cours d'eau sur la commune ou à son aval :
- Le Paillon de Nice ;
- Le Paillon du Laghet dit aussi « Le Laghet ».

Ces cours d'eau sont régulièrement et naturellement assecs notamment en été et en hiver. Celui du Paillon du Laghet a pour particularité d'être en canal souterrain lorsque l'on entre dans la partie Ouest urbanisée de la commune jusqu'au Paillon de Nice.
La Trinité dispose de la station d'épuration intercommunale de Nice d'une capacité de 650 000 équivalent-habitants.

### Sismicité
Commune située dans une zone de sismicité moyenne.

### Climat
Pour des articles plus généraux, voir Climat de Provence-Alpes-Côte d'Azur et Climat des Alpes-Maritimes.
En 2010, le climat de la commune est de type climat méditerranéen altéré, selon une étude du Centre national de la recherche scientifique s'appuyant sur une série de données couvrant la période 1971-2000. En 2020, Météo-France publie une typologie des climats de la France métropolitaine dans laquelle la commune est exposée à un climat méditerranéen et est dans la région climatique Var, Alpes-Maritimes, caractérisée par une pluviométrie abondante en automne et en hiver (250 à 300 mm en automne), un très bon ensoleillement en été (fraction d’insolation > 75 %), un hiver doux (8 °C) et peu de brouillards. 
Pour la période 1971-2000, la température annuelle moyenne est de 15,6 °C, avec une amplitude thermique annuelle de 15,1 °C. Le cumul annuel moyen de précipitations est de 801 mm, avec 5,9 jours de précipitations en janvier et 2,1 jours en juillet. Pour la période 1991-2020, la température moyenne annuelle observée sur la station météorologique de Météo-France la plus proche, « Nice », sur la commune de Nice à 6 km à vol d'oiseau, est de 16,3 °C et le cumul annuel moyen de précipitations est de 791,3 mm. 
La température maximale relevée sur cette station est de 37,7 °C, atteinte le 1er août 2006 ; la température minimale est de −7,2 °C, atteinte le 9 janvier 1985,,. 
| Mois                                  | jan.            | fév.            | mars          | avril          | mai            | juin            | jui.            | août            | sep.            | oct.            | nov.           | déc.            | année     |
| ------------------------------------- | --------------- | --------------- | ------------- | -------------- | -------------- | --------------- | --------------- | --------------- | --------------- | --------------- | -------------- | --------------- | --------- |
| Température minimale moyenne (°C)     | 5,8             | 6,1             | 8,3           | 10,8           | 14,5           | 18,1            | 20,8            | 21,1            | 17,7            | 14              | 9,7            | 6,6             | 12,8      |
| Température moyenne (°C)              | 9,5             | 9,8             | 11,8          | 14,1           | 17,7           | 21,4            | 24,1            | 24,5            | 21,2            | 17,5            | 13,3           | 10,3            | 16,3      |
| Température maximale moyenne (°C)     | 13,3            | 13,5            | 15,4          | 17,4           | 21             | 24,7            | 27,5            | 27,9            | 24,8            | 21              | 17             | 14,1            | 19,8      |
| Record de froid (°C) date du record   | −7,2 09.01.1985 | −5,8 10.02.1986 | −5 06.03.1971 | 2,9 10.04.1970 | 3,7 02.05.1945 | 8,1 06.06.1969  | 11,7 10.07.1969 | 11,4 14.08.1948 | 7,6 27.09.1972  | 4,2 30.10.1950  | 0,1 22.11.1998 | −2,7 03.12.1973 | −7,2 1985 |
| Record de chaleur (°C) date du record | 22,5 20.01.12   | 25,8 14.02.1990 | 26,1 02.03.07 | 26,1 08.04.22  | 31,4 27.05.22  | 36,8 29.06.1945 | 37 25.07.15     | 37,7 01.08.06   | 33,9 07.09.1962 | 29,9 11.10.1981 | 25,4 04.11.04  | 22 23.12.1954   | 37,7 2006 |
| Ensoleillement (h)                    | 1 567           | 1 661           | 218           | 2 292          | 2 709          | 3 098           | 3 493           | 3 232           | 2 498           | 1 911           | 1 515          | 1 452           | 27 605    |
| Précipitations (mm)                   | 73,5            | 53,6            | 51            | 68,8           | 40,3           | 35,7            | 13,6            | 17,2            | 81              | 127,9           | 138,4          | 90,3            | 791,3     |

| Diagramme climatique                                  |             |           |              |            |              |              |              |            |           |            |             |
| J                                                     | F           | M         | A            | M          | J            | J            | A            | S          | O         | N          | D           |
| 13,35,873,5                                           | 13,56,153,6 | 15,48,351 | 17,410,868,8 | 2114,540,3 | 24,718,135,7 | 27,520,813,6 | 27,921,117,2 | 24,817,781 | 2114127,9 | 179,7138,4 | 14,16,690,3 |
| Moyennes : • Temp. maxi et mini °C • Précipitation mm |             |           |              |            |              |              |              |            |           |            |             |

Les paramètres climatiques de la commune ont été estimés pour le milieu du siècle (2041-2070) selon différents scénarios d'émission de gaz à effet de serre à partir des nouvelles projections climatiques de référence DRIAS-2020. Ils sont consultables sur un site dédié publié par Météo-France en novembre 2022.

## Urbanisme

### Typologie
Au 1er janvier 2024, La Trinité est catégorisée grand centre urbain, selon la nouvelle grille communale de densité à 7 niveaux définie par l'Insee en 2022.
Elle appartient à l'unité urbaine de Nice, une agglomération intra-départementale dont elle est une commune de la banlieue,. Par ailleurs la commune fait partie de l'aire d'attraction de Nice, dont elle est une commune du pôle principal,. Cette aire, qui regroupe 100 communes, est catégorisée dans les aires de 200 000 à moins de 700 000 habitants,.

### Planification
En termes de planification, la commune est dotée d'un plan local d'urbanisme métropolitain approuvé le 25 octobre 2019 qui fait office de Plan Local d'Urbanisme et de Plan de mobilité.

### Occupation des sols
L'occupation des sols de la commune, telle qu'elle ressort de la base de données européenne d’occupation biophysique des sols Corine Land Cover (CLC), est marquée par l'importance des forêts et milieux semi-naturels (66,9 % en 2018), en diminution par rapport à 1990 (74,5 %). La répartition détaillée en 2018 est la suivante : 
forêts (51,5 %), zones urbanisées (22,5 %), milieux à végétation arbustive et/ou herbacée (12,2 %), zones agricoles hétérogènes (5,3 %), espaces ouverts, sans ou avec peu de végétation (3,2 %), cultures permanentes (2,7 %), zones industrielles ou commerciales et réseaux de communication (2,3 %), mines, décharges et chantiers (0,2 %).
L'évolution de l’occupation des sols de la commune et de ses infrastructures peut être observée sur les différentes représentations cartographiques du territoire : la carte de Cassini (XVIIIe siècle), la carte d'état-major (1820-1866) et les cartes ou photos aériennes de l'IGN pour la période actuelle (1950 à aujourd'hui).

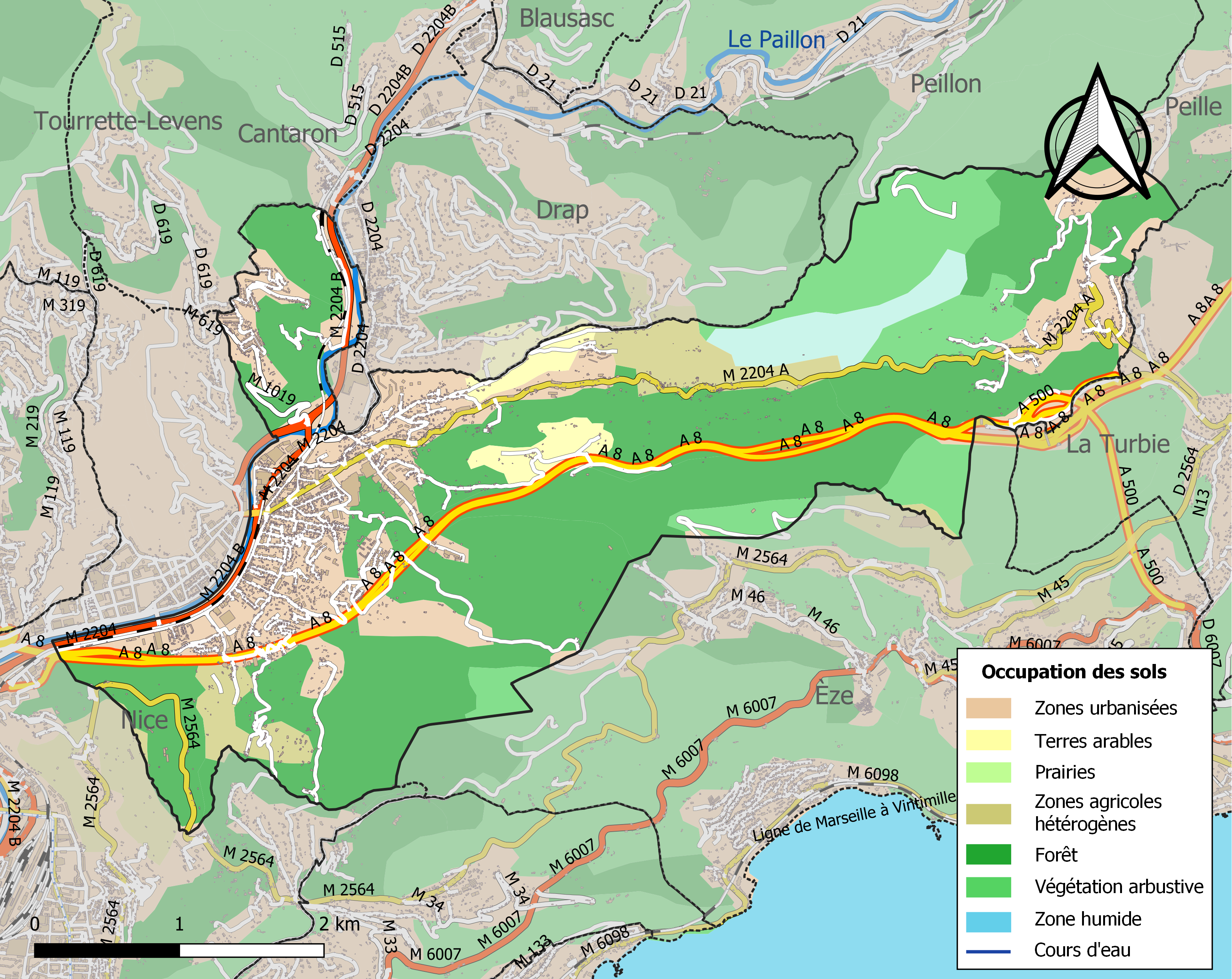
Carte de l'occupation des sols de la commune en 2018 (CLC).

### Voies de communications et transports

#### Voies routières
Commune desservie par l'autoroute A8. Sortie Nice est, puis départementale 2204.

#### Transports en commun
- Transport en Provence-Alpes-Côte d'Azur

Lignes de bus desservant La Trinité :
- ligne 14 : Les Chênes Verts - Centre-ville → Vauban ;
- ligne 85 : Les Chênes Verts - L'Oli - La Cité du Soleil ;
- ligne 86 : Bertagnia - Le Négron - L'Église - La Plana;
- ligne C11 : Le C11 assure la desserte à la demande de la Trinité et du Cimetière de l’Est.

#### Lignes SNCF
- Gare de Nice-Ville,
- Ligne 05[20] Nice – Breil sur Roya – Cuneo[21].

### Intercommunalité
La Trinité était située dans la communauté urbaine Nice Côte d'Azur dès sa création en 2002. Elle a rejoint la métropole Nice Côte d'Azur lorsque celle-ci a été créée le 31 décembre 2011.

## Politique et administration

### Liste des maires
| Période                                  | Période   | Identité           | Étiquette | Qualité                                                                |
| ---------------------------------------- | --------- | ------------------ | --------- | ---------------------------------------------------------------------- |
| Les données manquantes sont à compléter. |           |                    |           |                                                                        |
| 1860                                     | 1861      | Antoine Conso      |           |                                                                        |
| 1861                                     | 1862      | Xavier Gilly       |           |                                                                        |
| 1862                                     | 1870      | Louis Cairachi     |           |                                                                        |
| 1870                                     | 1874      | Alfred Asso        |           |                                                                        |
| 1875                                     | 1896      | Antoine Scoffier   |           |                                                                        |
| 1896                                     | 1908      | César Arnulf       |           |                                                                        |
| 1908                                     | 1919      | Gaston Arnulf      |           |                                                                        |
| 1919                                     | 1924      | Marius Scoffier    |           |                                                                        |
| 1924                                     | 1925      | Emile Bottau       |           |                                                                        |
| 1925                                     | 1929      | Victor Rebat       |           |                                                                        |
| 1929                                     | 1932      | Antoine Toesca     |           |                                                                        |
| 1932                                     | 1935      | Alexandre Scoffier |           |                                                                        |
| 1935                                     | 1936      | Antoine Toesca     |           |                                                                        |
| 1936                                     | 1944      | Joseph Gayol       |           |                                                                        |
| 1944                                     | 1947      | Victor Asso        |           |                                                                        |
| 1947                                     | 1959      | Louis Lepeltier    |           |                                                                        |
| 1959                                     | 1965      | Philémon Giaume    |           |                                                                        |
| 1965                                     | 1983      | Albert Sclavo      |           |                                                                        |
| mars 1983                                | mars 2001 | Louis Broch        | PCF       | Cadre commercial Conseiller général du canton de Nice-13 (1979 → 1994) |
| mars 2001                                | mars 2014 | Jean-Louis Scoffié | UMP       | Retraité                                                               |
| mars 2014                                | mai 2020  | Jean-Paul Dalmasso | UMP → LR  | Chef d'entreprise 13e vice-président de la Métropole Nice Côte d'Azur  |
| mai 2020                                 | En cours  | Ladislas Polski    | MRC       | Médecin 18e vice-président de la Métropole Nice Côte d'Azur            |

### Budget et fiscalité 2017
En 2017, le budget de la commune était constitué ainsi :
- total des produits de fonctionnement : 12 052 000 €, soit 1 177 € par habitant ;
- total des charges de fonctionnement : 12 143 000 €, soit 1 186 € par habitant ;
- total des ressources d'investissement : 3 334 000 €, soit 326 € par habitant ;
- total des emplois d'investissement : 3 393 000 €, soit 331 € par habitant ;
- endettement : 20 536 000 €, soit 2 005 € par habitant.

Avec les taux de fiscalité suivants :
- taxe d'habitation : 18,60 % ;
- taxe foncière sur les propriétés bâties : 19,93 % ;
- taxe foncière sur les propriétés non bâties : 26,97 % ;
- taxe additionnelle à la taxe foncière sur les propriétés non bâties : 0,00 % ;
- cotisation foncière des entreprises : 0,00 %.

Chiffres clés Revenus et pauvreté des ménages en 2015 : médiane en 2015 du revenu disponible, par unité de consommation : 20 588 €.

## Population et société

### Démographie

#### Évolution démographique
L'évolution du nombre d'habitants est connue à travers les recensements de la population effectués dans la commune depuis 1838. Pour les communes de plus de 10 000 habitants les recensements ont lieu chaque année à la suite d'une enquête par sondage auprès d'un échantillon d'adresses représentant 8 % de leurs logements, contrairement aux autres communes qui ont un recensement réel tous les cinq ans,.

En 2022, la commune comptait 10 485 habitants, en évolution de +3,99 % par rapport à 2016 (Alpes-Maritimes : +2,85 %, France hors Mayotte : +2,11 %).
| 1838  | 1848  | 1858  | 1861  | 1866  | 1872  | 1876  | 1881  | 1886  |
| ----- | ----- | ----- | ----- | ----- | ----- | ----- | ----- | ----- |
| 1 393 | 1 424 | 1 451 | 1 459 | 1 468 | 1 349 | 1 235 | 1 250 | 1 301 |

| 1891  | 1896  | 1901  | 1906  | 1911  | 1921  | 1926  | 1931  | 1936  |
| ----- | ----- | ----- | ----- | ----- | ----- | ----- | ----- | ----- |
| 1 443 | 1 282 | 1 338 | 1 419 | 1 664 | 1 404 | 2 625 | 2 875 | 2 941 |

| 1946  | 1954  | 1962  | 1968  | 1975  | 1982  | 1990   | 1999   | 2006  |
| ----- | ----- | ----- | ----- | ----- | ----- | ------ | ------ | ----- |
| 2 589 | 3 102 | 3 625 | 4 787 | 7 068 | 8 279 | 10 197 | 10 046 | 9 925 |

| 2011   | 2016   | 2021   | 2022   | - | - | - | - | - |
| ------ | ------ | ------ | ------ | - | - | - | - | - |
| 10 230 | 10 083 | 10 276 | 10 485 | - | - | - | - | - |

La démographie se stabilise depuis les années 1990.

### Sécurité
La commune possède un poste de police municipale et une caserne de la Gendarmerie nationale.
La commune est classée dans son ensemble depuis 2012 en zone de sécurité prioritaire, avec renforcement des effectifs de la Police nationale et de la Gendarmerie nationale. Cette classification catégorise, la commune « souffrant plus
que d’autres d’une insécurité quotidienne et d’une délinquance enracinée » et « connaît depuis quelques années une dégradation importante de ses conditions de sécurité ».

### Enseignement
Établissements d'enseignements :
- Écoles maternelles[29] et primaires[30],
- Collège,
- Lycées à Gassin, Nice, Drap.

### Santé
Professionnels et établissements de santé :
- Médecins,
- Pharmacies,
- Hôpitaux à Cap-d'Ail, Nice.

### Cultes
- Culte catholique, paroisse Amédée IX de Savoie[32], diocèse de Nice.

## Économie
Il y a majoritairement plus d'employés et d'ouvriers que de professions intermédiaires ou cadres.
En 2017, 62 % des 10 242 Trinitaires sont propriétaires de leur logement.

### Entreprises et commerces

#### Agriculture
- Activités agricoles et sylviculture[33]. On retrouve sur la commune des agriculteurs produisant des Olives de Nice qui sont labellisées « appellation d'origine contrôlée » (AOC).

#### Animations-Tourisme
Animations :
- Astrorama : animations autour de l'astronomie et du ciel.
- Manifestations culturelles : fête du livre, de la jeunesse, de la musique.
- Le jeudi de l'octave de la Fête-Dieu : procession aux limaces, coutume datant du XIVe siècle.
- À Noël, veillée et messe provençale avec procession de l'agneau.

Tourisme :
- Hôtels,
- Restaurants,
- Gites.

#### Commerces-artisanat
- Expositions artisanales ;
- Centre commercial ;
- Commerces et services de proximité[34].

## Culture locale et patrimoine

### Lieux et monuments

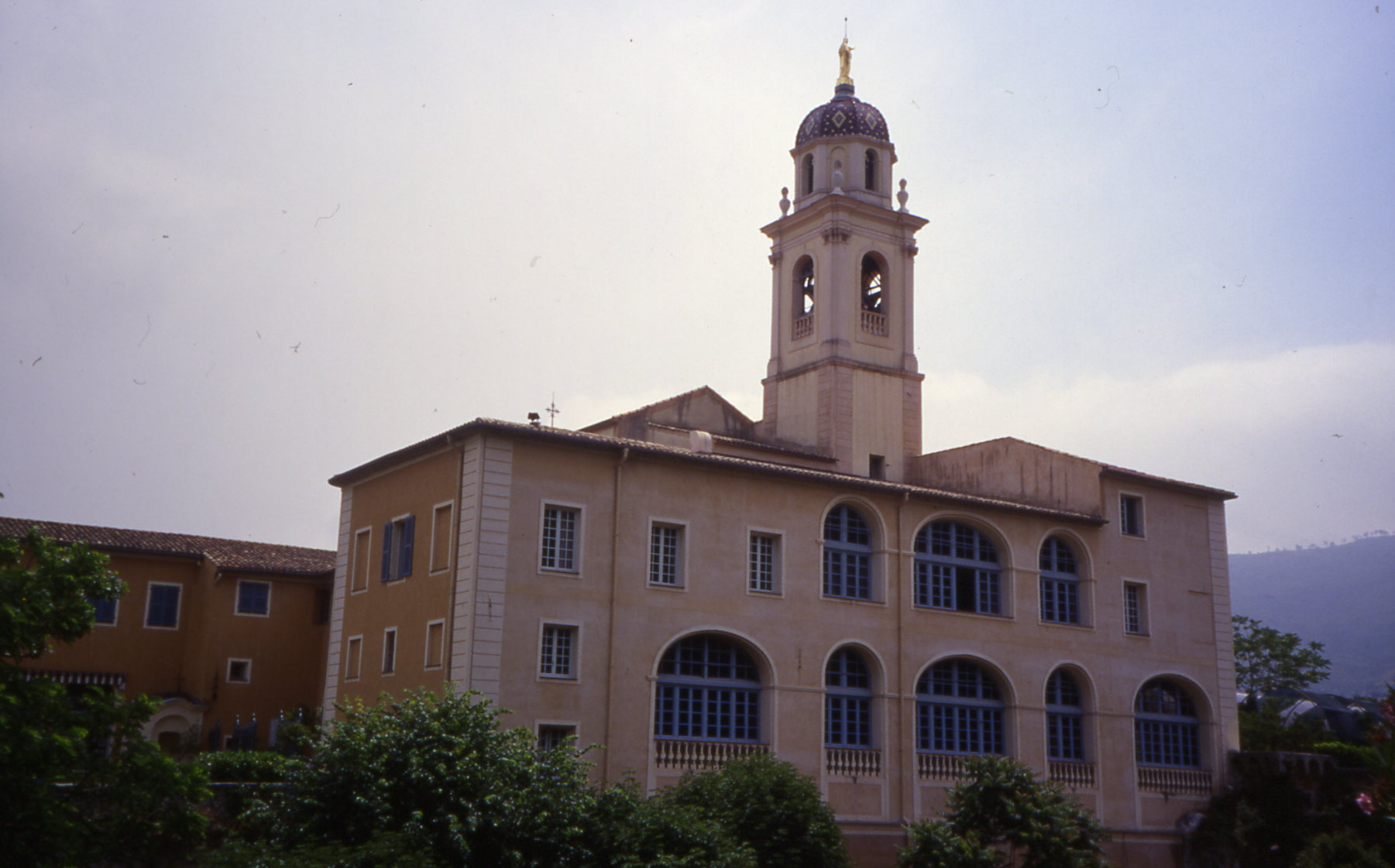
Sanctuaire Notre-Dame de Laghet

- Église paroissiale de la Très-Sainte-Trinité[35], inscrite au titre des monuments historiques en 2004.
- Église Saint-Grat (1848, baroque italien)[36].
- Chapelle Sainte-Anne[37],[38].
- Sanctuaire Notre-Dame de Laghet (XVIIe siècle)[39], et son petit musée d'ex-voto, dont certains sont classés au titre des monuments historiques, une des plus riches collections de Provence).

Pèlerinages permanents à Laghet, de Pâques à la Toussaint, les trois principaux ayant lieu le dimanche de la Trinité, le 29 juin et le 16 juillet.
- Parc naturel départemental de la Grande Corniche (598 ha) qui s'étend du mont Vinaigrier jusqu'au mont Bataille : sentier nature, sentier de promenade, gouffre près de la maison de la Nature (spéléologie), table d'orientation.
- Fort de La Drète[40],[41]. Avec son homologue le fort de la Revère, il défendait les voies de pénétrations par les vallées[42].
- Reste d'une tour de garde en bordure du vieux chemin de Laghet[43].
- Tours à signaux[44].
- L'Astrorama, situé au fort de la Revère.
- Monuments commémoratifs :
  - Monument aux morts[45].
  - Monument du bicentenaire de la Révolution française[46].
  - La statue « Oreste et Minerve ».

### Personnalités liées à la commune.
- Antoine Arnaldi (1911-1992), coureur cycliste, y est décédé.
- Nekfeu, rappeur, est né dans la commune.

### Héraldique
| Blason de La Trinité | Blason  | Parti : au 1er de gueules au pin d'argent terrassé de sinople, surmonté d’une jumelle ondée d’argent et au chef de gueules à la croix d'argent, au 2e d’azur au monastère d’argent, essoré de gueules brochant sur une montagne de deux pics de sinople, le tout posé sur un pont d'argent de deux arches enjambant une rivière d'azur, les berges de sinople, et au chef tiercé en pal d’azur, d’argent et de gueules. |
| Blason de La Trinité | Détails | Le statut officiel du blason reste à déterminer. |